# 主教

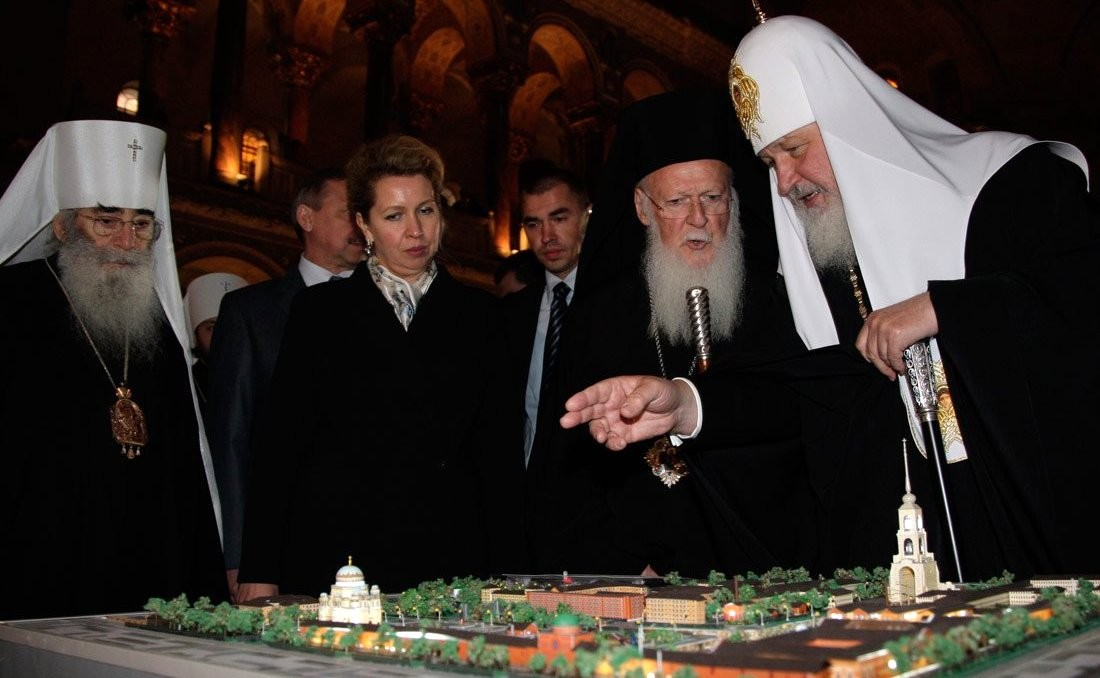
正教会の二人の総主教。コンスタンディヌーポリ総主教ヴァルソロメオス1世（右から二人目）のロシア訪問中、クロンシュタットにて、模型を前に説明するモスクワ総主教キリル1世（右から一人目）。それぞれ頭にかぶっているのはクロブークとクーコリ（2010年5月29日撮影）。

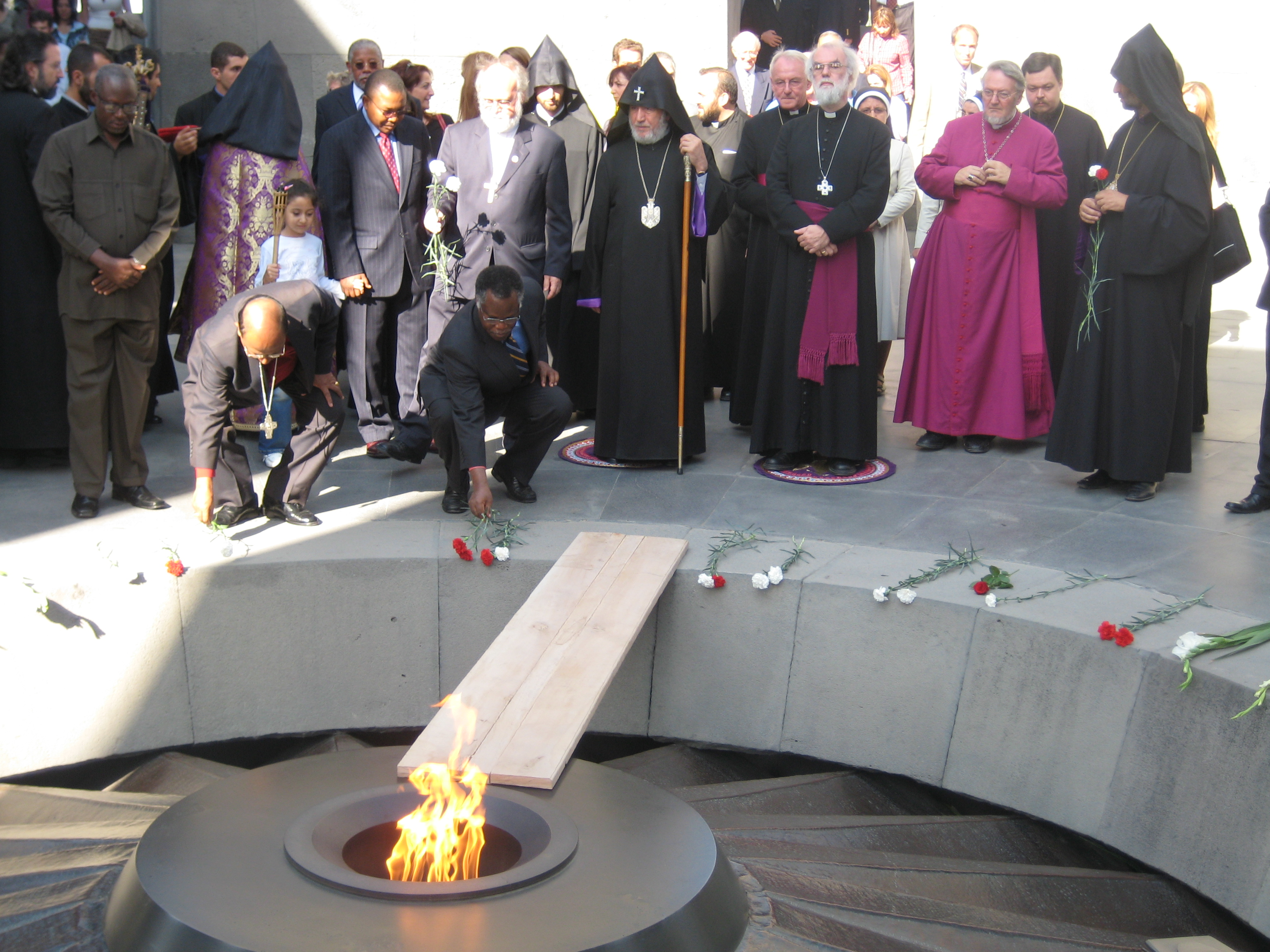
非カルケドン派のカトリコス（ガレギン2世、中央杖をついている）と、聖公会のカンタベリー大主教（ローワン・ウィリアムズ、紫色の帯を着けている）。ダルフール紛争で虐殺された人々のための追悼のため、アルメニア人虐殺記念碑にてトーチに点火する式典で撮影（エレバン、2007年9月26日）。

主教（しゅきょう、ギリシア語: Επίσκοπος, ラテン語: Episcopus, 英語: Bishop, ロシア語: Епископ）とは、正教会、聖公会における高位聖職者。複数教会によって構成される教区を管轄する。
カトリック教会では司教と呼ばれる。「主教」は正教会に属する日本ハリストス正教会、および聖公会に属する日本聖公会などで用いられる訳語。なお朝鮮語および中国語では、カトリック教会の司教も「主教」である。ルーテル教会やメソジストでは監督と呼ばれる。
2世紀初頭には既に主教職があり現代に至っているが、教派ごとにその位置付けは異なる。

## 教会（教派）別の詳説

### 東方教会

#### 正教会

##### 意義・役割
正教会では職名につき主教品（しゅきょうひん）とも表記されるが、個人名とセットでは記されない（「主教誰々」とは記されても、「主教品誰々」とは記されない）。
主教の職務は奉神礼の執行、教育、牧会の三つである。正教会の指導は全て主教の下に行われるものであり、司祭・輔祭の奉神礼上の役割と機密執行の権限は、主教から分かち与えられたものに過ぎない。従って、主教の居ない正教会組織・教区は存在し得ない。ある教区が主教が存在しない状態に至った場合は速やかに新主教が叙聖されるか、若しくは近隣の教区の主教が当該教区を兼任して牧会に当たることになる。

##### 叙聖・妻帯の有無
主教は土地の信者と聖職者から推挙を受けて選出され、他の主教3人以上によって叙聖される。しかし古代には、聖職者でない一般男性信徒が推挙されることもあった。聖職者でない者の選出の例としては、コンスタンディヌーポリ総主教フォティオスの例がある。
古代には、妻帯した者が主教を務めることもあった。4世紀にまとめられたとされる聖使徒規則第5条には、「主教或は司祭或は輔祭は敬虔を辞として己の妻を逐ふ可からず」（主教、司祭、輔祭は敬虔を理由として離縁・妻を追い出してはならないの意）とある。しかし6世紀以降、祈りの中心になるのにふさわしいとされて主教の候補は修道士のみに限られるようになった。ただし稀に、適任者が他に居ない場合、妻帯司祭から主教が選ばれる事もある。この場合、司祭とその妻は婚姻生活を解消し、同時に修道院に入る事が求められる。日本正教会でもかつて、ニコライ小野主教がこのケースに該当した。
また、妻が永眠した司祭が修道司祭となり、その後に主教に叙聖されるケースもある。コンスタンディヌーポリ総主教イオシフ1世は妻帯司祭であったが、妻が永眠してから修道司祭となり、その後東ローマ帝国皇帝ミカエル8世パレオロゴスの精神的師父となり総主教に叙聖された（その後列聖されて聖人となっている）。同様の例としてアラスカのインノケンティも挙げられる。日本正教会では府主教ダニイル主代郁夫が同様のケース（妻帯司祭であったが妻の永眠後に修道司祭、そして主教へ）に該当する。

##### 服装
奉神礼の執行時、主教品はミトラ (宝冠) をかぶり（ただし奉神礼中に指定された箇所ではミトラを脱ぐ）、様々な主教用の祭服を着用する。権杖（ジェーズル）を手に持ち（これも奉神礼中に指定された箇所では持たず、むしろ聖体礼儀中では持たない箇所の方が多い）、足元にはオルレツ（鷲氈（しゅうせん））と呼ばれる、鷲が翼を広げて教会を中心とする街の上空を飛んでいる図柄が織られている円形の絨毯を敷く。鷲氈に描かれた街は教区を、鋭い視力を持つ鷲は教区の隅々にまで目を行き届かせ信者を導く主教の役目を表している。
祭服の完装は奉神礼の特定の箇所でしか行われない。公の場では完装した祭服の状態で出るのではなく、クロブークと呼ばれる帽子を被り、リヤサと呼ばれる黒衣（稀に白い衣もある）を着用し、パナギアと呼ばれる丸い首飾りを掛けている場合が多い。クロブークは主教のみならず、修道士も着用するものである。

##### 敬称
敬称は、日本語では、総主教には聖下（せいか）を、府主教・大主教・主教には座下（ざか）を用いる。また、日常的には「主教様」等、単に「様」を使うこともある。
ギリシャ語、ロシア語、英語などには、各種位階に応じて細分化された正式な敬称がある。

##### 主教の「序列」
正教会は、全主教を基本的に機密上は対等とする。総主教、府主教、大主教は自らの特定の教区より広い地域を指導・統括するが、主教の職務においては上位でも有力でもない。また正教においてはどんな主教も無謬とは考えられない。
基本的に対等とされる正教会における主教であるが、広い地域を指導・統括する主教（総主教、大主教、府主教）については、管轄の重要性に応じたランクがある。
- ギリシャ系の正教会（ギリシャ正教会・キプロス正教会・アルバニア正教会等）では、総主教-大主教-府主教-主教 の順。総主教制の無い教会では大主教が首座主教となる。
- スラヴ系の正教会（ロシア正教会・ウクライナ正教会・ポーランド正教会・チェコスロヴァキア正教会等）で列は総主教-府主教-大主教-主教 の順。総主教制の無い教会では府主教が首座主教となる。

正教会においては全主教がペトル（ペテロ）の後継者であると理解される。管轄上の範囲の違いである総主教、府主教、大主教、主教といった分化は、全地公会議において重要な都市にこれらの称号が認められていった結果であると認識する。正教会にはローマ教皇のような全教会を統括する総主教はいない。
ペトルが深く関わっていたのはローマ教会に限定されず、アレクサンドリア教会、アンティオキア教会とも深く関わっていたことをかつてのローマ教会が認識していたことは、ローマのパパ・問答者聖グリゴリイの書簡にも示されていると正教会は指摘し、ローマ総主教（教皇）のみをペトルの後継者とする見解を否定する。

### 西方教会

#### カトリック教会
カトリック教会において、正教会・聖公会における主教に相当するのは司教である。ただし、中国語・朝鮮語ではカトリック教会においても訳語は「主教」を採用する（用例：天主教台湾地区主教団）。
「司教団体すなわち司教団は、ペトロの後継者たるローマ教皇がその頭としてともに考えられるのでなければ、権威を持つことはありません」とされる。各司教は部分教会における一致の見える根拠であり基礎であると位置づけられ、普遍教会の一部として自分の教会をよく治めることが求められるとされている。
カトリック教会においては、ローマ教皇はローマの司教（主教）にしてペトロ（ペテロ）の後継者であり、キリストの代理者でありかつ全教会の牧者と理解される。マタイによる福音書16:17-19、ヨハネによる福音書21:15-17において、キリストがペトロを教会のかしらとした事、および教父達の証言によってペトロがローマ司教となり、その首位権は継承されていったことが明らかである事が根拠となると、カトリック教会は認識する。

#### 聖公会

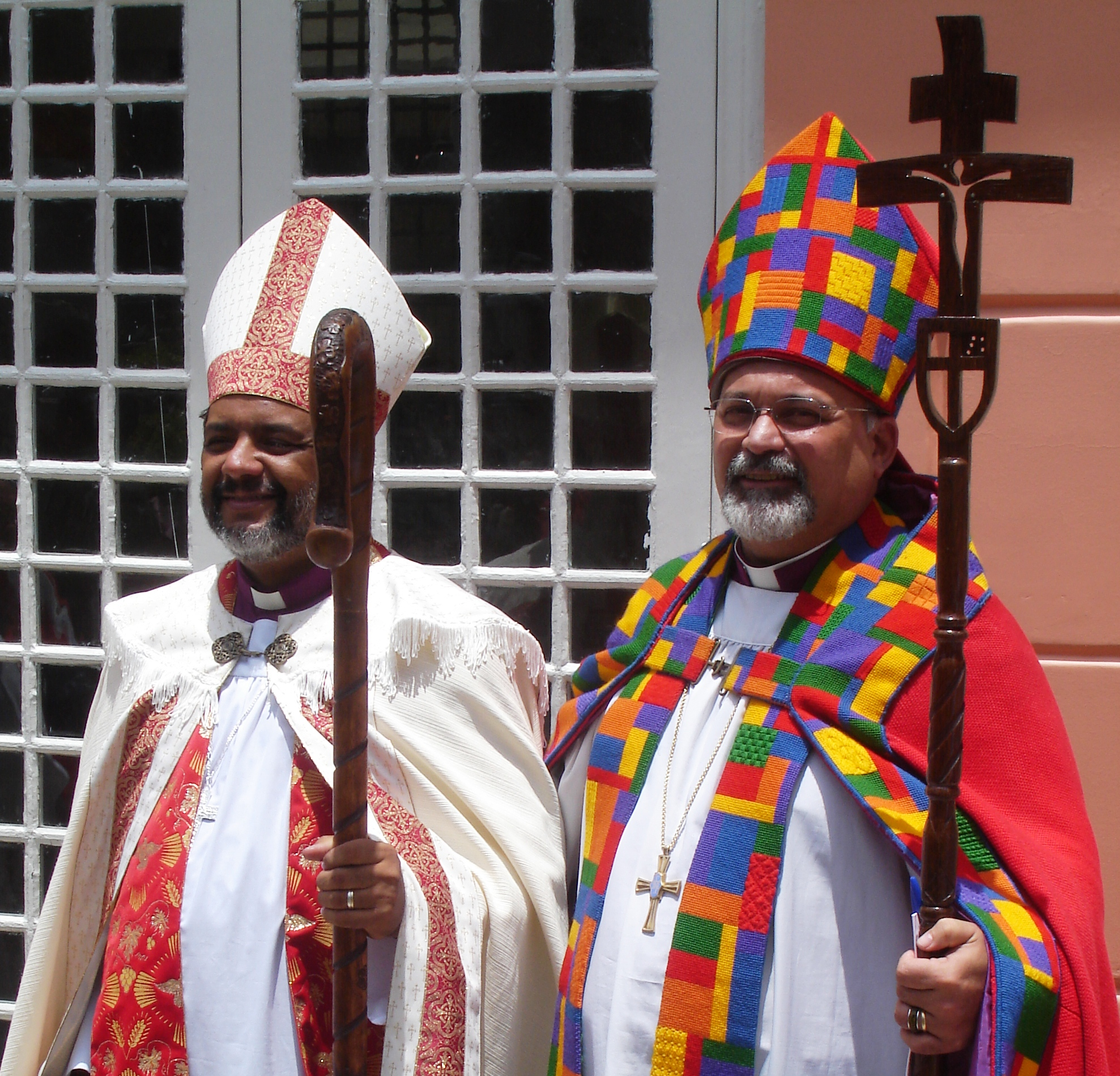
ブラジル聖公会の主教（右側はブラジル聖公会の首座主教）。ミトラとコープを着用し、パストラルスタッフを持っている。

聖公会において、主教は教会の監督者、司牧者、礼拝の主宰者とされ、また世界に広がる教会の一致のシンボルとされる。教会の働きは神の民全体がなすことであり、聖職（主教・司祭・執事）はそのための奉仕職であり、主教はその奉仕職の中心的位置を占めるとされる。
主教を按手することは全公会とくに主教会の取るべき役割であるという考えから、主教按手では二人の主教が推薦を行う。按手式は按手する主教の他に協同する主教が少なくとも二人同席して行なう。  敬称は○○主教・主教様などの敬称を使う。また、主教として按手を受けた聖職は任期終了後、定年退職後も生涯、主教であり続ける。この場合、退職主教・元○○教区主教などのように呼ばれる。
主教の盛装時には主教冠（マイター＝ミトラ）をかぶり、コープ（マントのような祭服）を身にまとい、手には牧杖（パストラルスタッフ）を持つ。
教区主教は原則として1教区に1名だが、教区によっては補佐主教等の役職が置かれることもある。英国国教会等には大主教の位階があるが、日本聖公会には大主教は居ない。日本聖公会では11人の主教がそれぞれ11の教区を司牧し、その中から1名の首座主教が選ばれ、日本管区を構成している。聖公会におけるカンタベリー大主教は、英国国教会の精神的指導者にしてアングリカン・コミュニオンにおける第一人者（英語: first among equals）とされ敬意を払われるが、ローマ教皇のような絶対的権限を全教会に及ぼすような存在ではなく、聖公会にもローマ教皇のような全教会を統括する主教は居ない。
聖公会においては、修士としての誓願をした者以外に対しては、主教も含めた聖職者にも結婚が許される。
米国聖公会では、後に英国聖公会でも、女性や男性の同性愛者の主教も按手された。こうしたリベラルな傾向は保守派の反発という結果を生み、北米聖公会の設立や、カトリック教会の属人教区へ移動する者が出るなどの結果を招くなど、論議の対象となっている。日本聖公会でも、2022年4月23日に北海道教区の主教にマリア・グレイス笹森田鶴が、日本および東アジア初の女性主教として就任した。